# Suchedniów
Suchedniów ist eine Stadt sowie Sitz der gleichnamigen Stadt-und-Land-Gemeinde im Powiat Skarżyski der Woiwodschaft Heiligkreuz in Polen.

## Gemeinde
Zur Stadt-und-Land-Gemeinde (gmina miejsko-wiejska) gehören neben der Stadt Suchedniów folgende Ortsteile mit einem Schulzenamt:
Krzyżka, Michniów, Mostki und Ostojów.

## Verkehr
Auf Gemeindegebiet liegt der Fernverkehrsbahnhof Suchedniów sowie die Haltepunkte Suchedniów Połnocny und Berezów der Bahnstrecke Warszawa–Kraków.

## Persönlichkeiten
- Halina Łukomska (1929–2016), Sopranistin
- Zdzisław Adamczyk (1936–2024), Literaturhistoriker und Herausgeber
- Tadeusz Zubiński (1953–2018), Schriftsteller, Übersetzer, Kritiker und Essayist